# Campionati europei di cricket T10 femminile
I Campionati europei di cricket T10 femminile (ufficialmente European Cricket Championship-W) sono una competizione continentale a nazioni che assegna il titolo di squadra campione d'europa di cricket nel format T10. Sono organizzati annualmente dal 2023 dalla European Cricket Network (ECN). 

## Edizioni
| Edizione      | Edizione      | Podio       | Podio       | Podio   |
| Anno          | Organizzatore | Campione    | Seconda     | Terza   |
| ------------- | ------------- | ----------- | ----------- | ------- |
| 2023 Dettagli | Spagna        | Inghilterra | Paesi Bassi | Italia  |
| 2024 Dettagli | Spagna        | Inghilterra | Paesi Bassi | Irlanda |

## Medagliere
| Posiz. | Nazione     | Oro | Argento | Bronzo | Totale |
| ------ | ----------- | --- | ------- | ------ | ------ |
| 1      | Inghilterra | 2   | 0       | 0      | 2      |
| 2      | Paesi Bassi | 0   | 2       | 0      | 2      |
| 3      | Italia      | 0   | 0       | 1      | 1      |
| 3      | Irlanda     | 0   | 0       | 1      | 1      |
| Totale | Totale      | 2   | 2       | 2      | 6      |

## Partecipazioni
Nella seguente tabella le squadre partecipanti per ogni edizione, con relativo piazzamento finale.
| Nazione             | 2023 | 2024 |
| ------------------- | ---- | ---- |
| Austria             | 5    | NQ   |
| Inghilterra         | 1    | 1    |
| Italia              | 3    | 5    |
| Irlanda             | NP   | 3    |
| Paesi Bassi         | 2    | 2    |
| Scozia              | NP   | 4    |
| Spagna              | 4    | NP   |
| Numero partecipanti | 5    | 5    |